# Varanus
Varanus – rodzaj jaszczurek z rodziny waranowatych (Varanidae). Należą do niego największe żyjące obecnie jaszczurki – przedstawiciele niektórych gatunków mogą osiągać ponad 3 m długości. Największym przedstawicielem rodzaju była megalania (Varanus priscus), początkowo zaklasyfikowana przez Richarda Owena do odrębnego rodzaju Megalania. Nowsze badania bardzo mocno wspierają jednak hipotezę o przynależności megalanii do Varanus – jej najbliższym znanym krewnym jest waran z Komodo.

## Zasięg występowania
Rodzaj obejmuje gatunki występujące w Afryce, Azji, Australii i Oceanii.

## Systematyka

### Etymologia
- Monitor: łac. monitor „upominający, przestrzegający”[22]. Gatunek typowy: Lacerta nilotica Linnaeus, 1766; młodszy homonim Monitor Blainville, 1816 (Teiidae).
- Varanus: fr. varan „waran”, od arab. ‏ورن/ورل‎ waral lub waran „waran”[23].
- Psammosaurus: gr. ψαμμος psammos „piasek”[24]; σαυρος sauros „jaszczurka”[25]. Gatunek typowy: Tupinambis griseus Daudin, 1803.
- Dracaena: łac. dracaena „smoczyca, wężyca”, od gr. δρακαινα drakaina „smoczyca, wężyca”[26]. Gatunek typowy: Lacerta dracaena Linnaeus, 1766 (= Tupinambis bengalensis Daudin, 1802).
- Hydrosaurus: gr. ὑδρο- hudro- „wodny-”, od ὑδωρ hudōr, ὑδατος hudatos „woda”[27]; σαυρος sauros „jaszczurka”[25]. Gatunek typowy: Tupinambis bivittatus Kuhl, 1820 (= Stellio salvator Laurenti, 1768); młodszy homonim Hydrosaurus Kaup, 1828 (Agamidae).
- Polydaedalus: gr. πολυδαιδαλος poludaidalos „artystycznie wykonany”, od πολυ polu „bardzo”; δαιδαλος daidalos „kunsztownie, misternie”[5]. Gatunek typowy: Lacerta capensis Sparrman, 1783 (= Lacerta nilotica Linnaeus, 1766).
- Empagusia: etymologia niejasna, Gray nie wyjaśnił znaczenia nazwy rodzajowej[28]. Gatunek typowy: Monitor flavescens Hardwicke & J.E. Gray, 1827.
- Odatria: etymologia niejasna, Gray nie wyjaśnił znaczenia nazwy rodzajowej[29]. Gatunek typowy: Odatria punctata J.E. Gray, 1838 (= Monitor tristis Schlegel, 1839).
- Agalmatosaurus: gr. αγαλμα agalma, αγαλματος agalmatos „ozdoba”[30]; σαυρος sauros „jaszczurka”[25]. Gatunek typowy: Varanus timoriensis A.M.C. Duméril & Bibron, 1836 (= Monitor timorensis J.E. Gray, 1831).
- Cylindrurus: gr. κυλινδρος kulindros „cylinder, walec”[31]; ουρα oura „ogon”[32]. Gatunek typowy: Odatria punctata J.E. Gray, 1838 (= Monitor tristis Schlegel, 1839).
- Euprepiosaurus: gr. ευπρεπεια euprepeia „okazałość, wspaniałość”[33]; σαυρος sauros „jaszczurka”[25]. Gatunek typowy: Monitor chlorostigma J.E. Gray, 1831.
- Pachysaurus: gr. παχυς pakhus „tłusty, gruby”[34]; σαυρος sauros „jaszczurka”[25]. Gatunek typowy: Tupinambis albigularis Daudin, 1802.
- Pantherosaurus: gr. πανθηρ panther „pantera, lampart”[35]; σαυρος sauros „jaszczurka”[25]. Gatunek typowy: Hydrosaurus gouldii J.E. Gray, 1838.
- Psammoscopus: gr. ψαμμος psammos „piasek”[24]; σκοπος skopos „strażnik, nadzorca”, od σκοπεω skopeō „obserwować”[36]. Gatunek typowy: Varanus picquotii A.M.C. Duméril & Bibron, 1836 (= Monitor flavescens Hardwicke & J.E. Gray, 1827).
- Rhinoptyon: gr. ῥις rhis, ῥινος rhinos „nos, pysk”[37]; πτυον ptuon „wiejadło, wachlarz”, od πτυσσω ptussō „sfałdować, złożyć”[38]. Gatunek typowy: Varanus ocellatus Heyden, 1830 (= Lacerta exanthematicus Bosc, 1792).
- Regenia: etymologia niejasna, Gray nie wyjaśnił znaczenia nazwy rodzajowej[8]. Gatunek typowy: Tupinambis albigularis Daudin, 1802.
- Megalania: gr. μεγας megas, μεγαλη megalē „wielki”; ηλαινω ēlainō „błąkać się, wędrować”[9]. Gatunek typowy: †Magelania prisca Owen, 1859.
- Placovaranus: gr. πλαξ plax, πλακος plakos „płaska powierzchnia, płyta”[39]; rodzaj Varanus Merrem, 1820. Gatunek typowy: Varanus komodoensis Ouwens, 1912.
- Dendrovaranus: gr. δενδρον dendron „drzewo”[40]; rodzaj Varanus Merrem, 1820. Gatunek typowy: Uaranus rudicollis J.E. Gray, 1845.
- Indovaranus: Indie; rodzaj Varanus Merrem, 1820. Gatunek typowy: Tupinambis bengalensis Daudin, 1802.
- Tectovaranus: łac. tectus „ukryty”, od tegere „ukryć”[41]; rodzaj Varanus Merrem, 1820. Gatunek typowy: Monitor dumerilii Schlegel, 1839.
- Philippinosaurus: Filipiny (ang. Philippines); gr. σαυρος sauros „jaszczurka”[42]. Gatunek typowy: Varanus grayi Boulenger, 1885 (= Varanus olivaceus Hallowell, 1857).
- Papuasaurus: Papua, terytorium australijskie (obecnie Papua-Nowa Gwinea); gr. σαυρος sauros „jaszczurka”[43]. Gatunek typowy: Monitor salvadorii Peters & Doria, 1878.
- Iberovaranus: łac. Iberia „Hiszpania”; rodzaj Varanus Merrem, 1820. Gatunek typowy: †Iberovaranus catalaunicus Hoffstetter, 1969.
- Worrellisaurus: Eric Worrell (1924–1987), australijski herpetolog; gr. σαυρος sauros „jaszczurka”[16]. Gatunek typowy: Varanus acanthurus Boulenger, 1885.
- Aspetosaurus: gr. ασπετος aspetos „niewypowiedzinie wielki”; σαυρος sauros „jaszczurka”[17]. Gatunek typowy: Varanus spenceri Lucas & Frost, 1903.
- Titanzius: w mitologii greckiej Tytani (gr. Τιτανος Titanos, łac. Titani), w mitologii greckiej zbiorcze określenie synów Uranosa i Gai, w aluzji do brutalnej siły i wielkich rozmiarów warana wielkiego[18]. Gatunek typowy: Hydrosaurus giganteus J.E. Gray, 1845.
- Soterosaurus: gr. σωτηρ sōtēr, σωτηρος sōtēros „obserwator”; σαυρος sauros „jaszczurka”[44]. Gatunek typowy: Stellio salvator Laurenti, 1768.
- Varaneades: rodzaj Varanus Merrem, 1820; w mitologii greckiej Neady (gr. Νηαδες Nēades) były bestiami z wyspy Samos w Grecji[45]. Gatunek typowy: †Varanus (Varaneades) amnhophilis Conrad, Balcarcel & Mehling, 2012.
- Hapturosaurus: gr. ἁπτειν haptein „chwycić, dotknąć”; ουρα oura „ogon”; σαυρος sauros „jaszczurka”[46]. Gatunek typowy: Monitor prasinus Schlegel, 1839.
- Solomonsaurus: Wyspy Salomona (ang. Solomon Islands); gr. σαυρος sauros „jaszczurka”[47]. Gatunek typowy: Varanus spinulosus Mertens, 1941.

### Podział systematyczny
Klasyfikacja rodzaju Varanus według Böhmego (2003) oraz Kocha, Auliyi i Zieglera (2010), z późniejszymi zmianami:

- Podrodzaj: Varanus Merrem, 1820[2]
  - Varanus giganteus (J.E. Gray, 1845) – waran wielki[50]
    - Grupa gatunkowa V. gouldii
      - Varanus gouldii (J.E. Gray, 1838) – waran Goulda[50]
      - Varanus komodoensis Ouwens, 1912 – waran z Komodo[50]
      - Varanus mertensi Glauert, 1951 – waran wodny[51]
      - Varanus panoptes Storr, 1980
      - Varanus priscus (Owen, 1859) – megalania[19] – takson wymarły
      - Varanus rosenbergi Mertens, 1957
      - Varanus sparnus Doughty, Kealley, Fitch & Donnellan, 2014
      - Varanus spenceri Lucas & Frost, 1903
      - Varanus varius (White, 1790) – waran kolorowy[52]
- Podrodzaj: Empagusia J.E. Gray, 1838[28]
  - Grupa gatunkowa V. bengalensis
    - Varanus bengalensis Daudin, 1802 – waran bengalski
    - Varanus dumerilii Schlegel, 1839
    - Varanus flavescens (Hardwicke & J.E. Gray, 1827) – waran żółtawy
    - Varanus nebulosus (J.E. Gray, 1831)
    - Varanus rudicollis (J.E. Gray, 1845) – waran szorstkoszyi[50]
- Podrodzaj: Euprepiosaurus Fitzinger, 1843[6]
  - Varanus bennetti[53] Weijola, Vahtera, Koch, Schmitz & Kraus, 2020
  - Varanus caerulivirens Ziegler, Böhme & Philipp, 1999
  - Varanus chlorostigma (Gray, 1831)
  - Varanus colei[54] Böhme, Jacobs, Koppetsch & Schmitz, 2019
  - Varanus doreanus (Meyer, 1874)
  - Varanus douarrha[55] (Lesson, 1830)
  - Varanus finschi Böhme, Horn & Ziegler, 1994
  - Varanus indicus (Daudin, 1802) – waran indyjski[52]
  - Varanus jobiensis Ahl, 1932
  - Varanus juxtindicus Böhme, Philipp & Ziegler, 2002
  - Varanus lirungensis Koch, Arida, Schmitz, Böhme & Ziegler, 2009
  - Varanus louisiadensis Weijola & Kraus, 2023
  - Varanus melinus Böhme & Ziegler, 1997
  - Varanus obor[56] Weijola & Sweet, 2010
  - Varanus rainerguentheri Ziegler, Böhme & Schmitz, 2007
  - Varanus semotus[57] Weijola, Donnellan & Lindqvist, 2016
  - Varanus tanimbar Weijola & Kraus, 2023
  - Varanus tsukamotoi[53] (Kishida, 1929)
  - Varanus yuwonoi Harvey & Barker, 1998
  - Varanus zugorum Böhme & Ziegler, 2005
- Podrodzaj: Hapturosaurus Bucklitsch, Böhme & Koch, 2016[46]
  - Varanus beccarii (Doria, 1874)
  - Varanus boehmei Jacobs, 2003
  - Varanus bogerti Mertens, 1950
  - Varanus keithhornei Wells & Wellington, 1985
  - Varanus kordensis (Meyer, 1874)
  - Varanus macraei Böhme & Jacobs, 2001 – waran błękitny
  - Varanus prasinus (Schlegel, 1839) – waran szmaragdowozielony[50]
  - Varanus reisingeri[58] Eidenmüller & Wicker, 2005
  - Varanus telenesetes Sprackland, 1991
- Podrodzaj: Odatria J.E. Gray, 1838[29]
  - Grupa gatunkowa V. acanthurus
    - Varanus acanthurus Boulenger, 1885 – waran kolczastoogonowy[50]
    - Varanus brevicauda Boulenger, 1898 – waran karłowaty[52]
    - Varanus bushi Aplin, Fitch & King, 2006
    - Varanus caudolineatus Boulenger, 1885
    - Varanus citrinus Pavón-Vázquez, Esquerré, Fitch, Maryan, Doughty, Donnellan & Keogh, 2022
    - Varanus eremius Lucas & Frost, 1895
    - Varanus gilleni Lucas & Frost, 1895 – waran akacjowy[50]
    - Varanus glauerti Mertens, 1957 – waran Glauerta
    - Varanus glebopalma Mitchell, 1955
    - Varanus hamersleyensis[59] Maryan, Oliver, Fitch & O’Connell, 2014
    - Varanus insulanicus Mertens, 1958
    - Varanus kingorum Storr, 1980
    - Varanus mitchelli Mertens, 1958
    - Varanus ocreatus Storr, 1980
    - Varanus pilbarensis Storr, 1980
    - Varanus primordius Mertens, 1942
    - Varanus semiremex Peters, 1869
    - Varanus storri Mertens, 1966 – waran mały[51]

  - Grupa gatunkowa V. timorensis
    - Varanus auffenbergi Sprackland, 1999
    - Varanus scalaris Mertens, 1941
    - Varanus similis Mertens, 1958
    - Varanus timorensis (J.E. Gray, 1831) – waran timorski[51]
    - Varanus tristis Schlegel, 1839
- Podrodzaj: Papusaurus Mertens, 1962[43]
  - Varanus salvadorii (Peters & Doria, 1878) – waran papuaski[50]
- Podrodzaj: Philippinosaurus Mertens, 1959[42]
  - Varanus bitatawa[60] Welton, Siler, Bennett, Diesmos, Duya, Dugay, Rico, Van Weerd & Brown, 2010
  - Varanus mabitang Gaulke & Curio, 2001
  - Varanus olivaceus Hallowell, 1857 – waran Graya[50]
- Podrodzaj: Polydaedalus Wagler, 1830[5]
  - Grupa gatunkowa V. exanthematicus
    - Varanus albigularis Daudin, 1802 – waran białogardły
    - Varanus exanthematicus (Bosc, 1792) – waran stepowy[52]
    - Varanus yemenensis Böhme, Joger & Schätti, 1989

  - Grupa gatunkowa V. niloticus
    - Varanus niloticus (Linnaeus, 1766) – waran nilowy[50]
- Podrodzaj: Psammosaurus Fitzinger, 1826[61]
  - Varanus caspius (Eichwald, 1831)
  - Varanus griseus (Daudin, 1803) – waran szary[50]
  - Varanus nesterovi Böhme, Ehrlich, Milto, Orlov & Scholz, 2015
- Podrodzaj: Solomonsaurus Bucklitsch, Böhme & Koch, 2016[47]
  - Varanus spinulosus Mertens, 1941
- Podrodzaj: Soterosaurus Ziegler & Böhme, 1997[44]
  - Varanus bangonorum[62] Welton, Travers, Siler & Brown, 2014
  - Varanus cumingi Martin, 1839
  - Varanus dalubhasa[62] Welton, Travers, Siler & Brown, 2014
  - Varanus marmoratus (Wiegmann, 1834)
  - Varanus nuchalis (Günther, 1872)
  - Varanus palawanensis Koch, Gaulke & Böhme, 2010
  - Varanus rasmusseni Koch, Gaulke & Böhme, 2010
  - Varanus salvator (Laurenti, 1768) – waran paskowany[52]
  - Varanus samarensis Koch, Gaulke & Böhme, 2010
  - Varanus togianus (Peters, 1872)
- Podrodzaj niepewny
  - Varanus rusingensis[45] Clos, 1995 – takson wymarły
- Podrodzaj: Varaneades Conrad, Balcarcel & Mehling, 2012[45]
  - Varanus amnhophilis[45] Weithofer, 1888 – takson wymarły